# Akon City
Akon City est une future ville nouvelle située dans le département de M'bour, au Sénégal. Ce projet est à l’initiative du chanteur et entrepreneur sénégalais Akon.
Le projet est présenté en 2018. Le chantier devait initialement démarrer en octobre 2022 pour une ouverture de la ville en 2026.
Akon déclare avoir été inspiré par le film Black Panther, et il se réfère à Akon City comme un « Wakanda de la vie réelle » qui utilise les dernières technologies de blockchain et de cryptomonnaie.
En 2025, le projet étant au point mort, l'État sénégalais reprend la main sur les terrains.

## Histoire
Akon a annoncé l’Akoin, une crypto-monnaie, au Festival international de la créativité Cannes Lions en 2018. L'annonce présentait aussi Akon Crypto City une nouvelle ville sur 800 hectares donnée par le président du Sénégal, comme « une première ville du genre 100 % basée sur la crypto-monnaie avec Akoin au centre de la vie transactionnelle ».
Le 15 janvier 2020, Akon a annoncé des plans pour Akon City. En septembre 2020, Akon a dévoilé le plan d'une ville futuriste le long de la côte atlantique à 100 kilomètres au sud de Dakar. La ville prévue comprendrait des logements en copropriété, des bureaux, des parcs, une université, une station balnéaire et un hôpital de 5 000 lits. La ville est destinée à attirer les touristes et les investisseurs. Akon a déclaré aux médias internationaux en août 2020 qu'il prévoyait d'y prendre sa retraite. Les plans ultérieurs comprenaient moins de gratte-ciel mais conservaient un design futuriste.
Une autre Akon City est annoncée en Ouganda le 6 avril 2021 par Akon et le Dr Chris Baryomunsi, ministre du Logement et du Développement urbain, après que Akon a rencontré le président ougandais Yoweri Museveni,,. Akon a ensuite discuté de l'ensemble du projet de développement sur 15 ans et de ses avantages présumés pour les Ougandais lors d'une interview sur la chaîne de télévision ougandaise NBS TV avec Canary Mugume.
En 2025, le projet a été officiellement abandonné et l'État sénégalais reprend la main sur les terrains. Des alternatives sont à l'étude pour relancer un projet plus réaliste sur le site.

## Conception
Le projet prévoit de grands gratte-ciel, des centres commerciaux, un pôle technologique, des studios de musique, des installations de production Senewood et des stations touristiques respectueuses de l'environnement.
Le développement d'Akon City est envisagé sur une période de dix ans avec un développement à usage mixte. Akon affirme que la ville sera une ville intelligente, respectueuse de l'environnement et alimentée par des énergies renouvelables, notamment l'énergie solaire. Il s'agit d'un projet certifié LEED. L'objectif principal déclaré du projet est de stimuler l'économie locale et de créer des emplois pour les travailleurs locaux,. Les promoteurs d'Akon City sont KE International, basé à Los Angeles, et Bakri & Associates Development Consultants, basé à Dubaï. Hussein Bakri, PDG de Bakri & Associates, est l'architecte principal,.
Comme annoncé à l'origine, Akon City se compose de deux phases de développement. La phase 1 doit voir la construction de routes, d'un campus hospitalier, d'un centre commercial, de lotissements résidentiels, d'hôtels, d'un poste de police, d'une école, d'une installation de traitement des déchets, de parcs et d'une centrale solaire photovoltaïque devrait être achevée d'ici 2023. La phase consiste en l'achèvement du projet entre 2024 et 2029.
Dans une interview accordée à DJ Vlad en octobre 2022, Akon a déclaré que la phase 1 ouvrirait en 2026.

## Économie
Akon envisage qu’Akoin, une cryptomonnaie qu'il a fondée, soit la monnaie centrale,,,,. La Banque centrale des États de l'Afrique de l'Ouest, qui réglemente et émet la monnaie officielle du Sénégal, le franc CFA, a qualifié d'illégale l'utilisation d'une monnaie alternative. La cryptomonnaie Akoin a commencé à s'échanger en septembre 2021 à 0,23 livre sterling, et en décembre 2022, elle valait 0,01 £.
Akon a recueilli des fonds pour le projet en vendant des tokens d'appréciation (TOA) dans le cadre d'une campagne qui s'est terminée en octobre 2019. Chaque dollar donné serait converti en un maximum de quatre TOA, qui se convertiraient plus tard en Akoin. Deux ans après la fin de la campagne TOA, un administrateur a proposé des remboursements en espèces pour les TOA, un an après cette offre, aucun remboursement n'a été effectué.

## Polémique
En décembre 2022, la construction du projet n'avait pas encore commencé. En septembre 2021, les habitants de Mbodiène ont cité la pandémie de coronavirus comme cause possible du retard. En décembre 2022, un journaliste local a visité le site et, à part une première pierre posée lors d'une cérémonie en 2020, n'a trouvé aucun signe de construction. Akon a déclaré à la BBC : « Le projet n'a pas été géré correctement. J'en assume l'entière responsabilité ».
Un procès a été intenté contre Akon aux États-Unis par Devyne Stephens pour une dette de près de 4 millions de dollars (USD) empruntée dans le cadre de la mise en œuvre de son projet de ville futuriste. L'équipe d'Akon a contesté les affirmations de Stephens, les qualifiant d'« insinuations et de spéculations ».
Les retards s'accumulent et poussent le gouvernement sénégalais à réagir début 2023.